# Andreas Glück

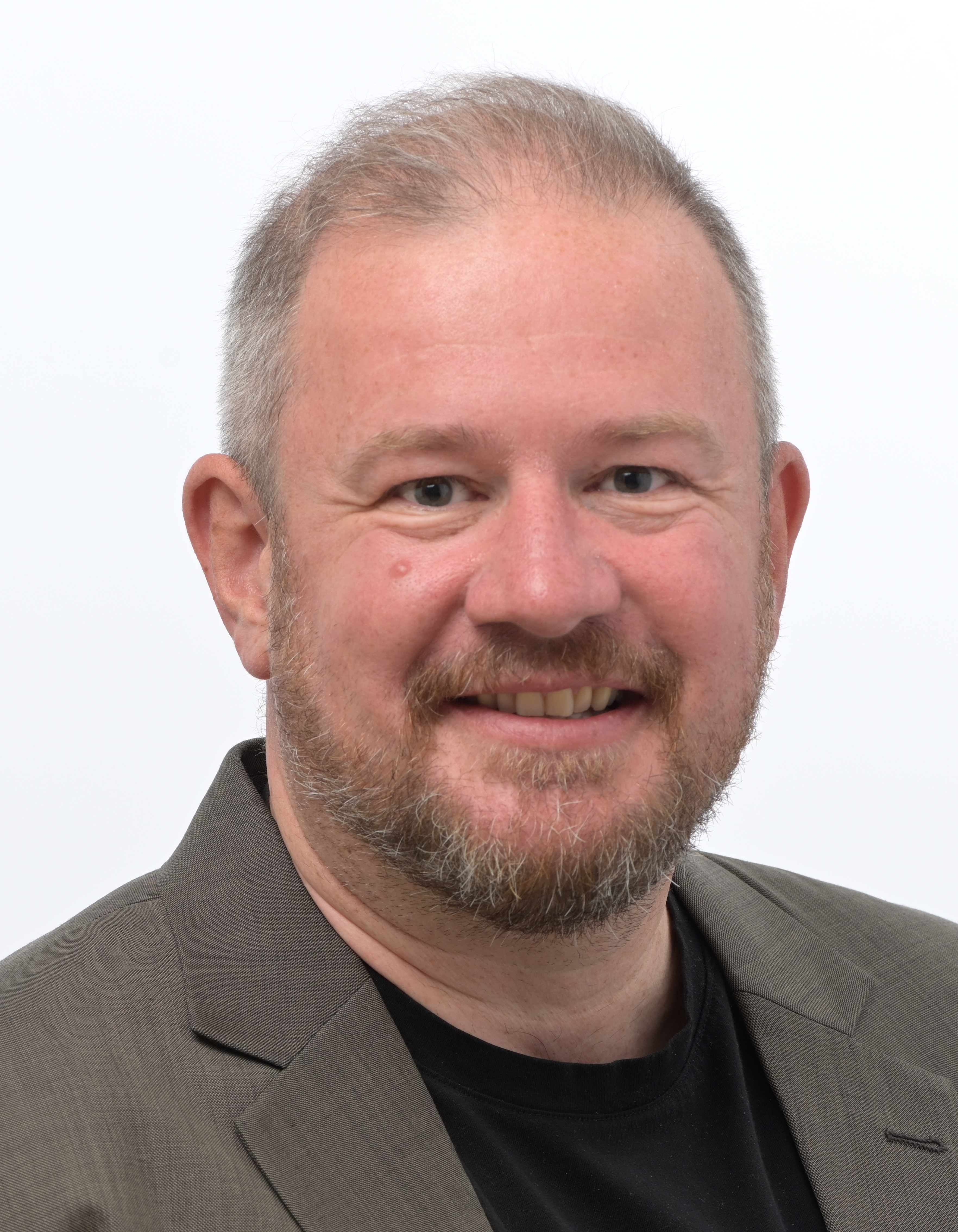
Andreas Glück (2024)

Andreas Glück (* 8. März 1975 in Münsingen) ist ein deutscher Politiker der FDP. Seit 2019 gehört er dem Europaparlament an, wo er insbesondere im Bereich Umwelt- und Gesundheitspolitik aktiv ist. Zuvor war er von 2011 bis 2019 Mitglied des Landtags von Baden-Württemberg. 

## Ausbildung und Beruf
Andreas Glück wuchs in Dottingen auf. Nach der Mittleren Reife an der Realschule in Münsingen besuchte er 1991 und 1992 eine Schule im US-Bundesstaat Washington, ehe er 1995 sein Abitur am Gymnasium Münsingen ablegte. Anschließend leistete er Zivildienst beim Rettungsdienst des DRK Reutlingen und absolvierte eine Ausbildung zum Rettungssanitäter. Danach war er hauptamtlicher Mitarbeiter dort. 1997 hielt er sich für die Hilfsorganisation HELP drei Monate in Bosnien und Herzegowina auf. Glück studierte sieben Jahre lang Humanmedizin an der Universität Tübingen. Als Assistenzarzt war er in der Chirurgie der Kreiskliniken Reutlingen. Er wurde sowohl in Reutlingen als auch in Münsingen eingesetzt. Seit 2009 ist er Facharzt für Chirurgie und befand sich in der Ausbildung zur Zusatzbezeichnung Unfallchirurgie.

## Politische Tätigkeit
Andreas Glück ist seit 1995 Mitglied der FDP. Seit Oktober 2009 ist er Mitglied des Münsinger Gemeinderats und war von 2014 bis 2019 war stellvertretender Bürgermeister von Münsingen. Bei der Landtagswahl in Baden-Württemberg 2011 erzielte er mit 7,4 % der Stimmen im Landtagswahlkreis Hechingen-Münsingen ein Zweitmandat und war damit zeitweise der einzige liberale Landtagsabgeordnete aus dem Regierungsbezirk Tübingen. Bei der Landtagswahl 2016 konnte er erneut über ein Zweitmandat im Wahlkreis Hechingen-Münsingen in den Landtag einziehen. Er fungierte innerhalb der FDP-Fraktion als Sprecher für Umwelt- und Energiepolitik, Integration, Wirtschaftliche Zusammenarbeit und Entwicklung.
Auf dem Europaparteitag 2019 wurde er auf den Listenplatz drei der FDP für die Europawahl 2019 gewählt und errang dadurch ein Mandat im Europäischen Parlament. Daraufhin schied er im Juli 2019 aus dem Landtag aus. Für ihn rückte Rudi Fischer nach.
Im Europäischen Parlament ist er seit 2019 Mitglied im Ausschuss für Umwelt, Gesundheit und Lebensmittelsicherheit sowie seit 2022 stellvertretendes Mitglied im Ausschuss für Industrie, Forschung und Energie. Darüber hinaus war er von 2019 bis 2022 stellvertretendes Mitglied im Ausschuss für auswärtige Angelegenheiten. Daneben ist er Mitglied der Delegation für die Beziehungen zu Südafrika sowie stellvertretendes Mitglied in der Delegation für die Beziehungen zu Kanada. Zudem war er erster stellvertretender Vorsitzender des COVID-19-Sonderausschusses des Europäischen Parlaments.
Er war Spitzenkandidat der FDP Baden-Württemberg für die Europawahl 2024. Bei der Europawahl 2024 wurde Glück auf Listenplatz 3 erneut ins Europäische Parlament gewählt.

### Positionen
Zu Beginn der COVID-19-Pandemie trat Glück medial häufig als Experte in Erscheinung und äußerte sich in diversen Print- und Rundfunkmedien zum aktuellen Stand. Dabei setzte er sich beispielsweise im Winter 2020 aktiv für Transparenz bei den Impfstoffverträgen der Europäischen Union ein.

## Familie und Privates
Andreas Glück ist der Sohn des FDP-Politikers Horst Glück (1940–2004), der von 1996 bis zu seinem Tod im Landtag von Baden-Württemberg saß. Er gehört der evangelischen Konfession an. Er ist verheiratet mit Isabel Glück und hat seit Februar 2010 einen Sohn und seit April 2013 eine Tochter.

## Mitgliedschaften
Andreas Glück ist Mitglied der überparteilichen Europa-Union Deutschland, die sich für ein föderales Europa und den europäischen Einigungsprozess einsetzt.